# 3567 Alvema
Alvema (asteróide 3567) é um asteróide da cintura principal, a 1,9092926 UA. Possui uma excentricidade de 0,3140484 e um período orbital de 1 696,13 dias (4,65 anos).
Alvema tem uma velocidade orbital média de 17,85267259 km/s e uma inclinação de 6,82606º.
Este asteróide foi descoberto em 15 de Novembro de 1930 por Eugène Delporte.